# 上田修子
上田 修子（うえだ なおこ、1971年 - ）は日本のテクニカルライター、実業家。有限会社ナレッジスタジオ代表取締役。

## 来歴
北海道出身。札幌大谷高等学校を経て、1990年から1996年まで外務省に勤務し、欧州連合日本政府代表部などに駐在。1994年から1997年までベルギーやイギリスに滞在することとなる。
日本に帰国後はIT系講座の講師を務めるが、2003年よりテクニカルライターとして書籍の執筆に携わる。2004年には有限会社ナレッジスタジオ（現存しない）を設立し、企業のソーシャルメディア活用支援などを行う。
近年では専門のコンピュータ以外にも、皇室に関する発言をすることも多い。

## エピソード
- 高校2年生（1987年）の夏、「第7回全国高等学校クイズ選手権」（日本テレビ系）に出場、北海道ブロック代表となる[1][2]。同回の単行本では「チームの知恵袋」[2]とも評されており、全国大会第1回戦の「3人バラバラ東京迷子クイズ」では知力コースを担当。東京駅発新大阪駅着の新幹線こだま432号に乗り込みペーパークイズに挑戦する[3]も、最後の1人になるまで居残りを余儀無くされる[4]。進行役を務めた細川隆一郎から意思確認を受けた後、名古屋駅で引き返した模様[4]。このように第1回戦で敗退となったものの、敗者復活を経て準々決勝に出場した[4]。

## 著書
- 『ワードしか使ったことがない人でもわかるネットワーク入門』（エスシーシー、2003年3月）
- 『XOOPSによるポータルサイト構築 - オープンソース徹底活用』（秀和システム、2005年4月）
- 『OpenPNEではじめる自作SNS入門』（翔泳社、2006年11月）
- 『はじめて仕事で活用する ビジネス・フェイスブック』（中経出版、2011年3月）
- 『ゼロからはじめる LinkedInスマートガイド』（技術評論社、2012年5月）